# 올가미

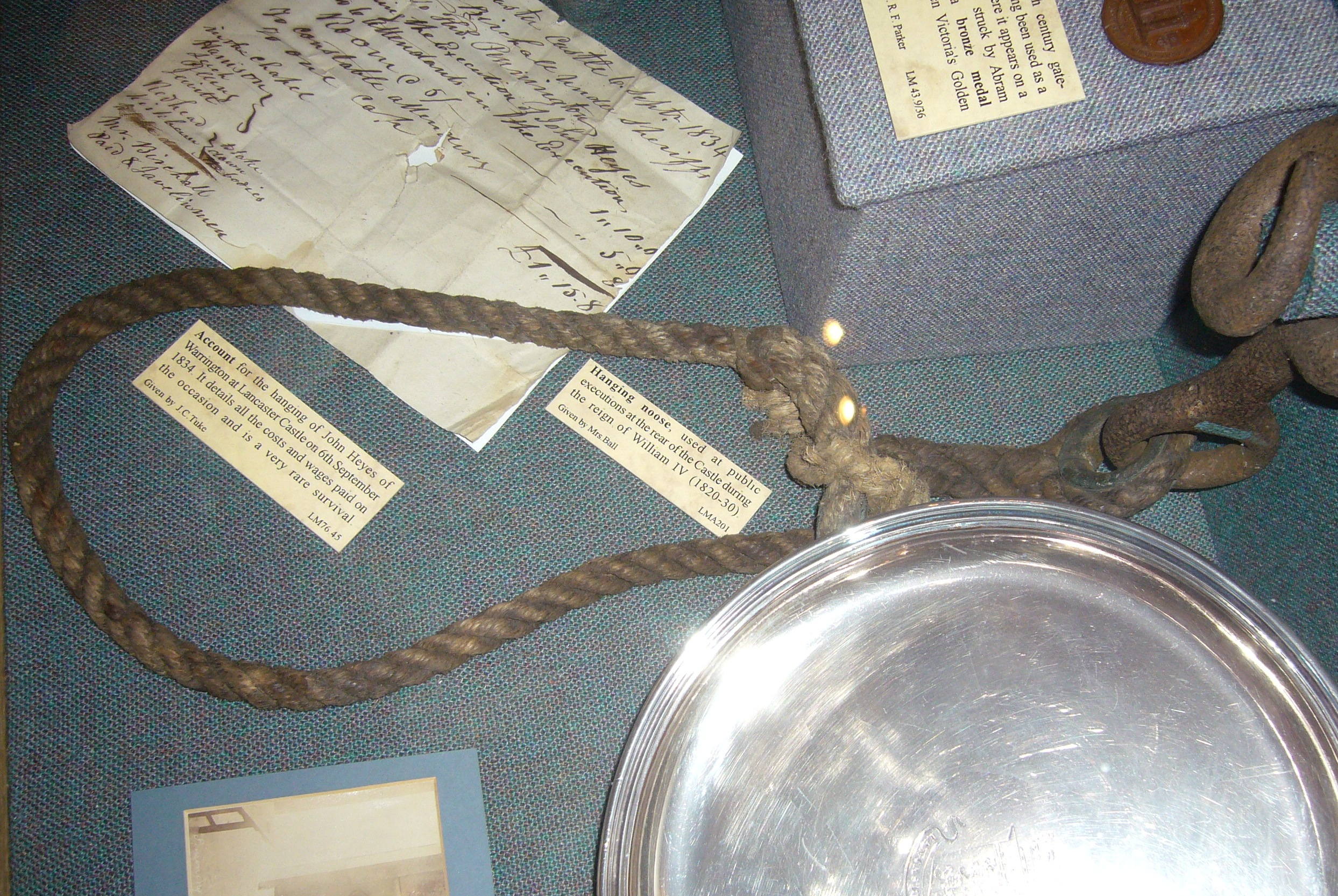
약 1820년부터 1830년까지, 랭커스터 성 외부 공개 처형에 사용된 교수형 올가미

올가미는 줄에 고리를 접을 수 있게 매듭을 묶은 줄 끝의 고리이다. 매듭은 러닝 보라인, 타벅 매듭, 슬립 매듭 등의 올가미를 만들기 위해 사용된다.

## 교수형에서의 쓰임
가장 밀접하게 처형과 관련된 매듭은 또한 "교수인의 올가미"로도 알려진 교수인의 매듭이다.
올가미의 해부학은 이와 같다:
구단은 "혼다"라고 한다.
매듭은 교수인의 매듭으로도 알려져 있다. (방식에 따라)
겉뜨기의 끝은 매듭이다.
미국의 올가미는 때때로 사람들을 위협하기 위한 메시지로 남아 있다. 그 의미는 차별 시대 린치로의 사용에서 파생됐다. 뉴욕과 코네티컷과 같은 일부 주에서는 위협적인 방식으로 올가미를 표시하는 것이 불법이다.

## 같이 보기
- 애거사 크리스티가 쓴 형사 허구 소설 그리고 아무도 없었다
- 사형
- 사형인의 매듭
- 매듭 목록